# Naučná stezka Těrlické mokřady
Naučná stezka Těrlické mokřady je naučná stezka v Horním Těrlicku, části obce Těrlicko v okrese Karviná. Nachází se v Těrlických mokřadech kolem vodního toku Stonávka a její vodní nádrže Těrlicko z povodí řeky Olza. Geograficky se stezka nachází v pohoří Podbeskydská pahorkatina v regionu Horní Slezsko v Moravskoslezském kraji.

## Historie a popis
Naučná stezka Těrlické mokřady, která vede v okolí úseku vodního toku Stonávka a na ní vybudované záchytné nádrže před vodní nádrží Těrlicko, byla postavena v roce 2000. Prochází atraktivním přírodním prostředím lužního lesa a mokřadů. Informační tabule jsou zaměřeny na přírodu Těrlických mokřádů vzniklých v důsledku stavby vodní nádrže Těrlicko, na řeku Stonávku a na dřeviny, rostliny a živočichy. Počet informačních tabulí je 10. Naučná stezka má délku 2,5 km, vede převážně po vrstevnici a je přístupná celoročně. Pro cyklisty je však po větší části neprůjezdná. Za deštivého počasí či sněhu mohou být některé úseky naučné stezky hůře průchozí. Stezka také navazuje na modře značenou turistickou trasu Frýdek-Místek - Žermanická přehrada - Těrlická přehrada - Český Těšín.

## Galerie

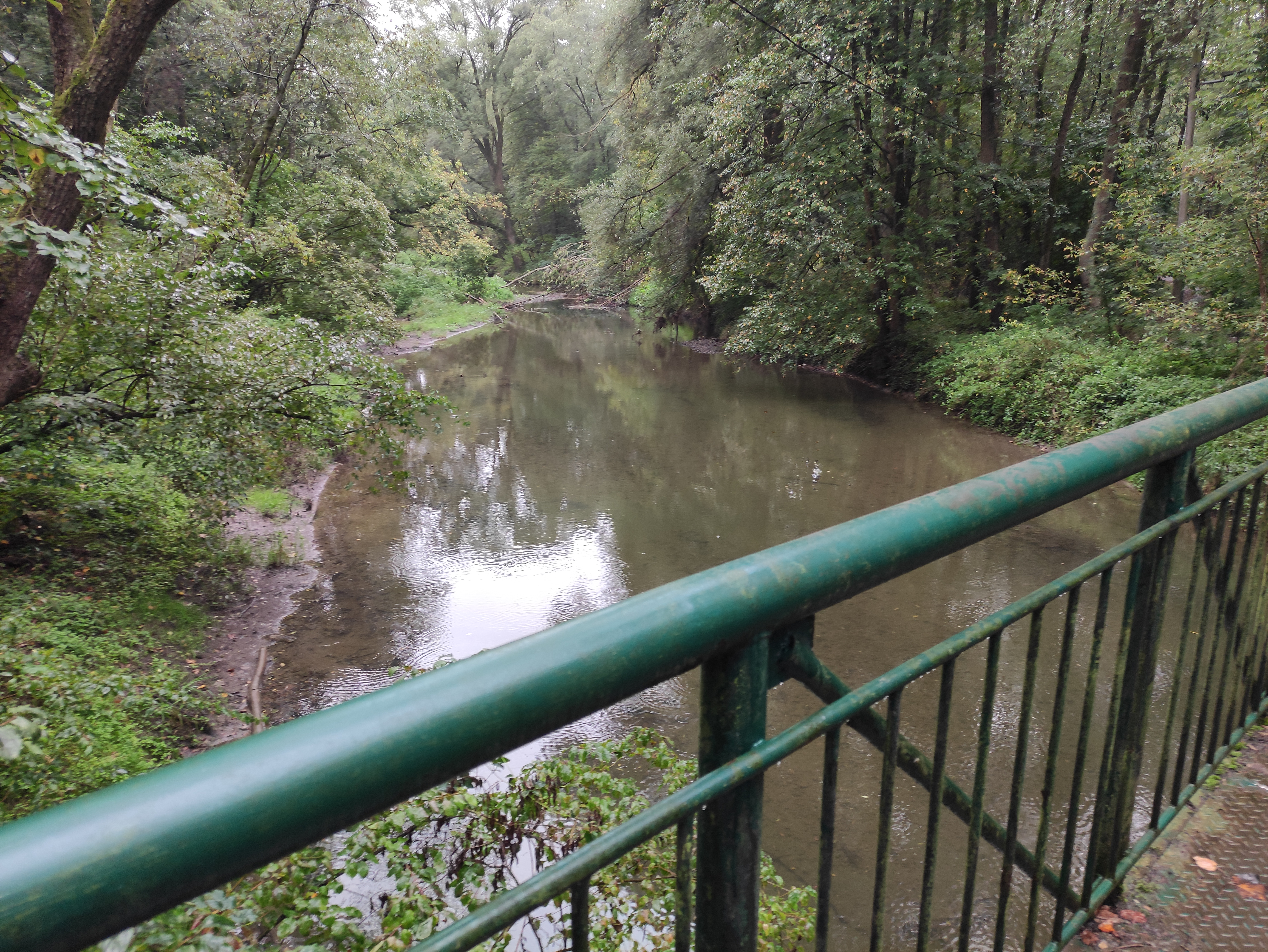
Lávka přes Stonávku
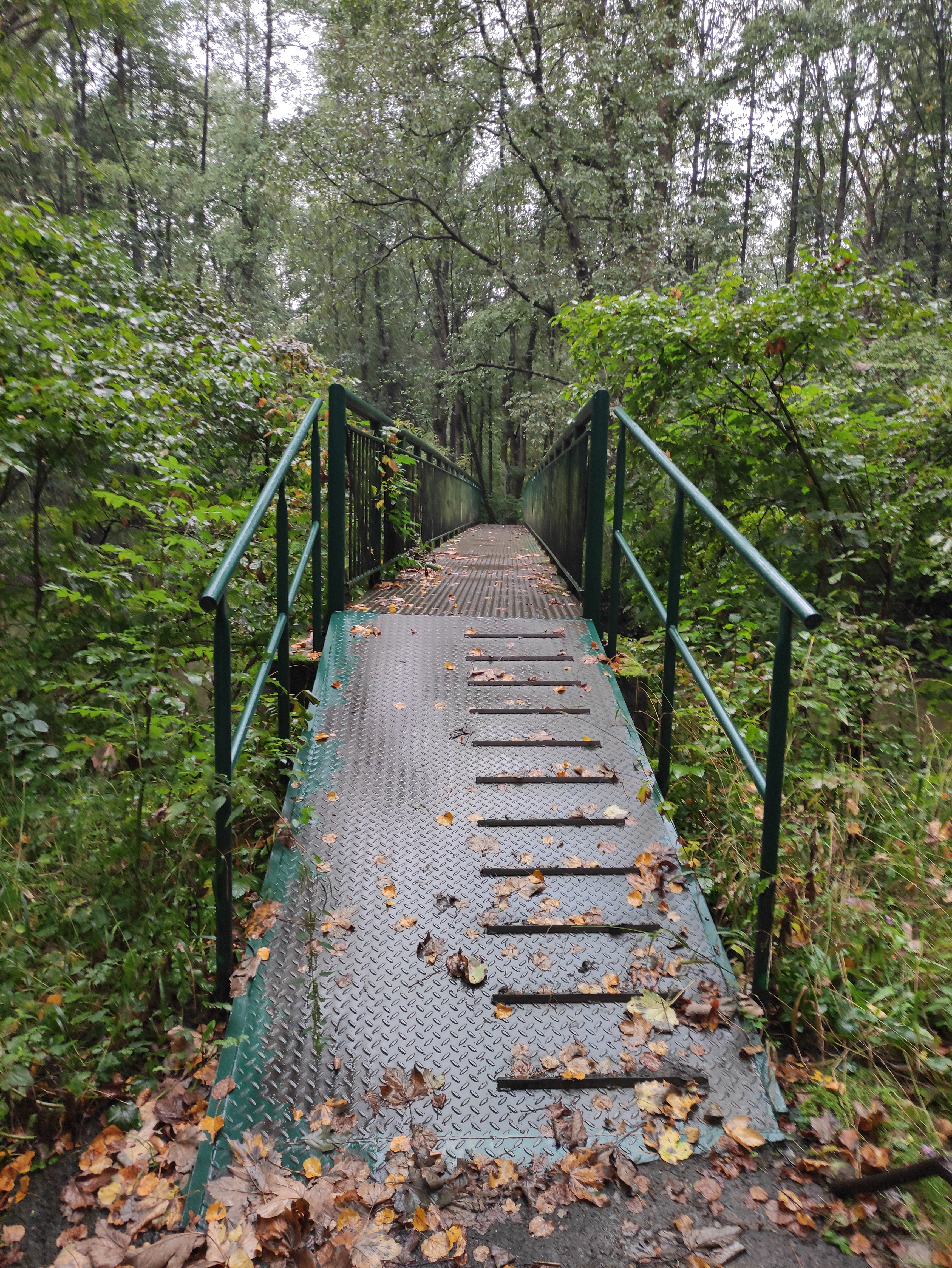
Lávka přes Stonávku
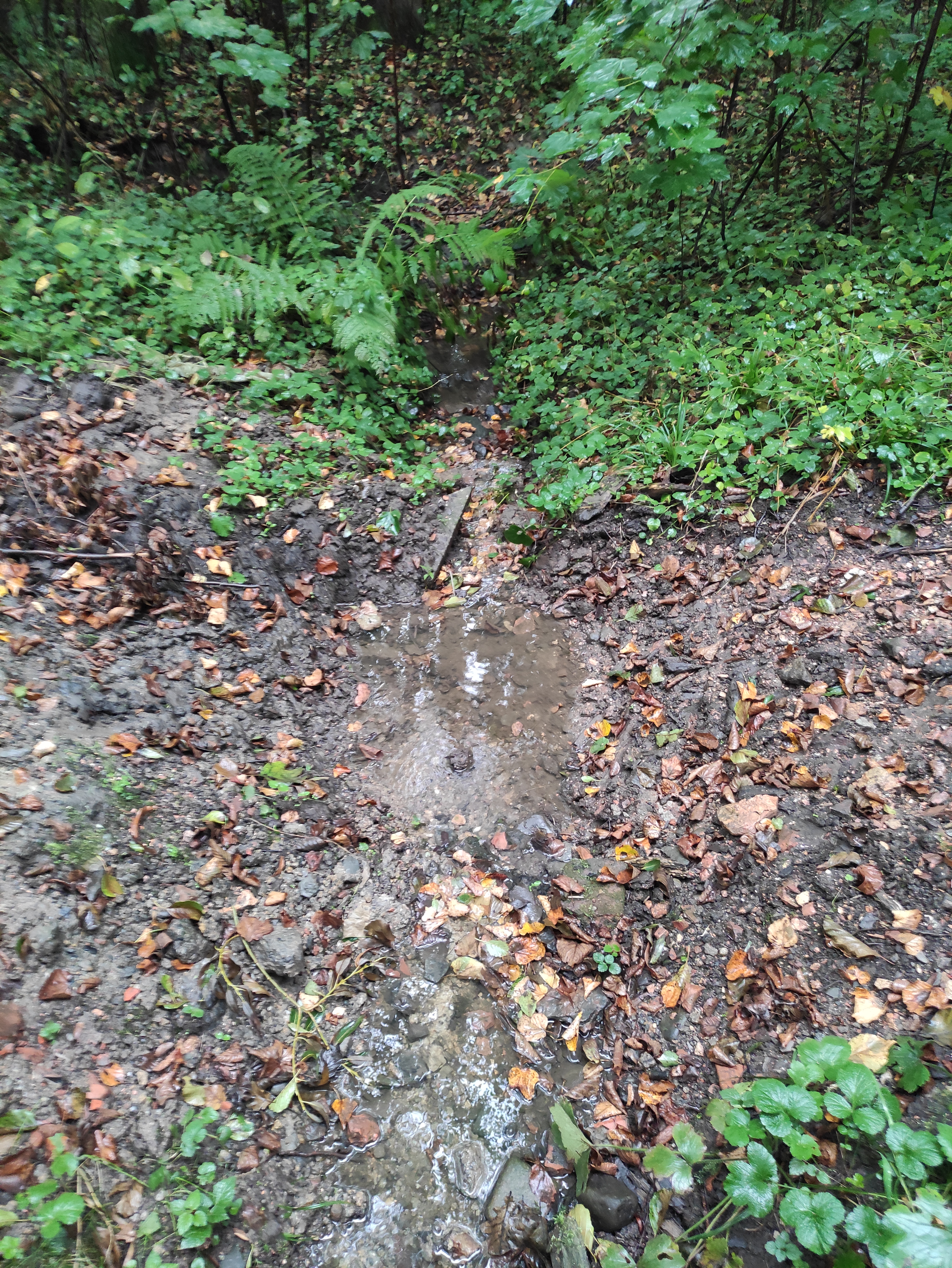
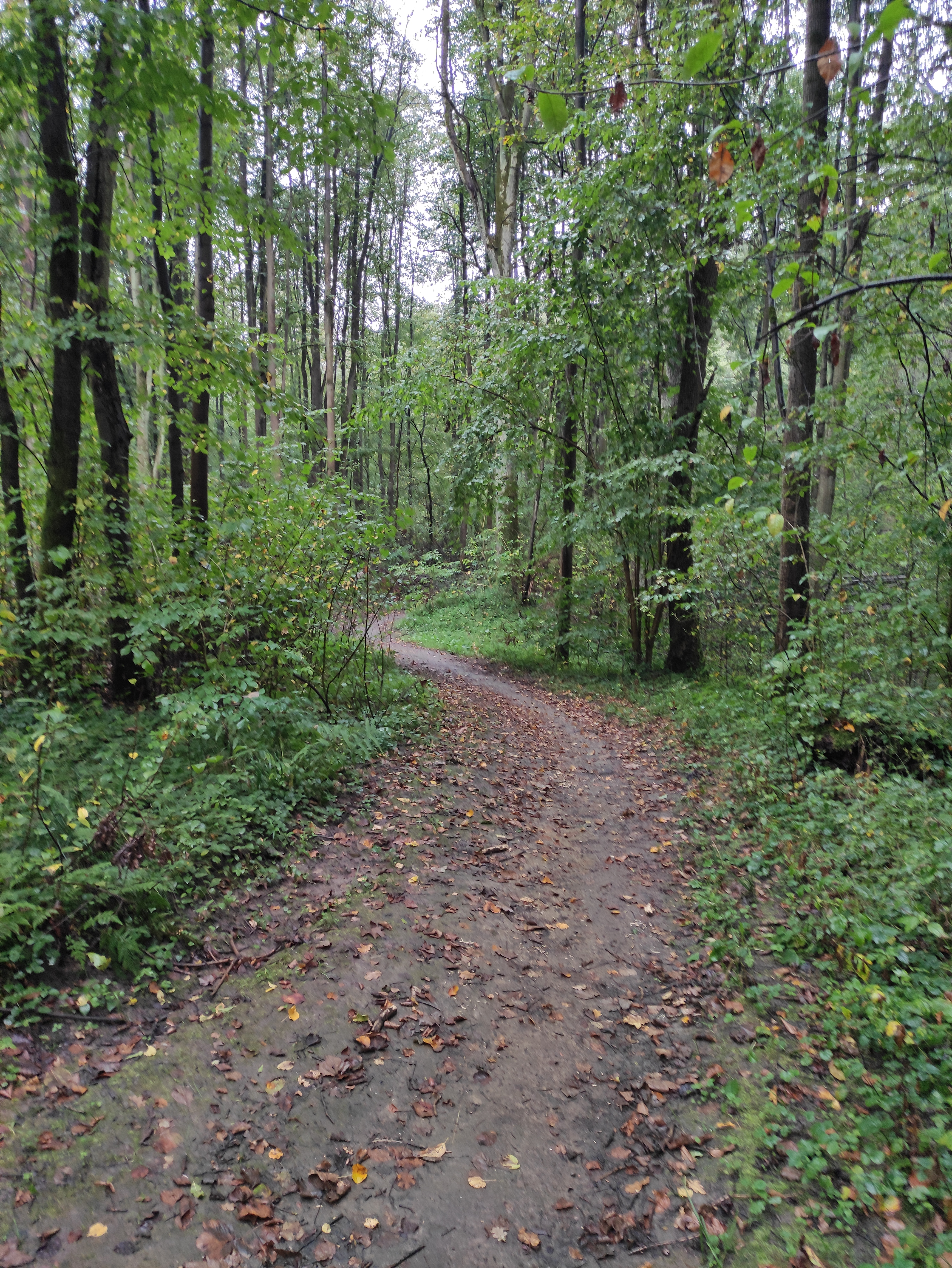
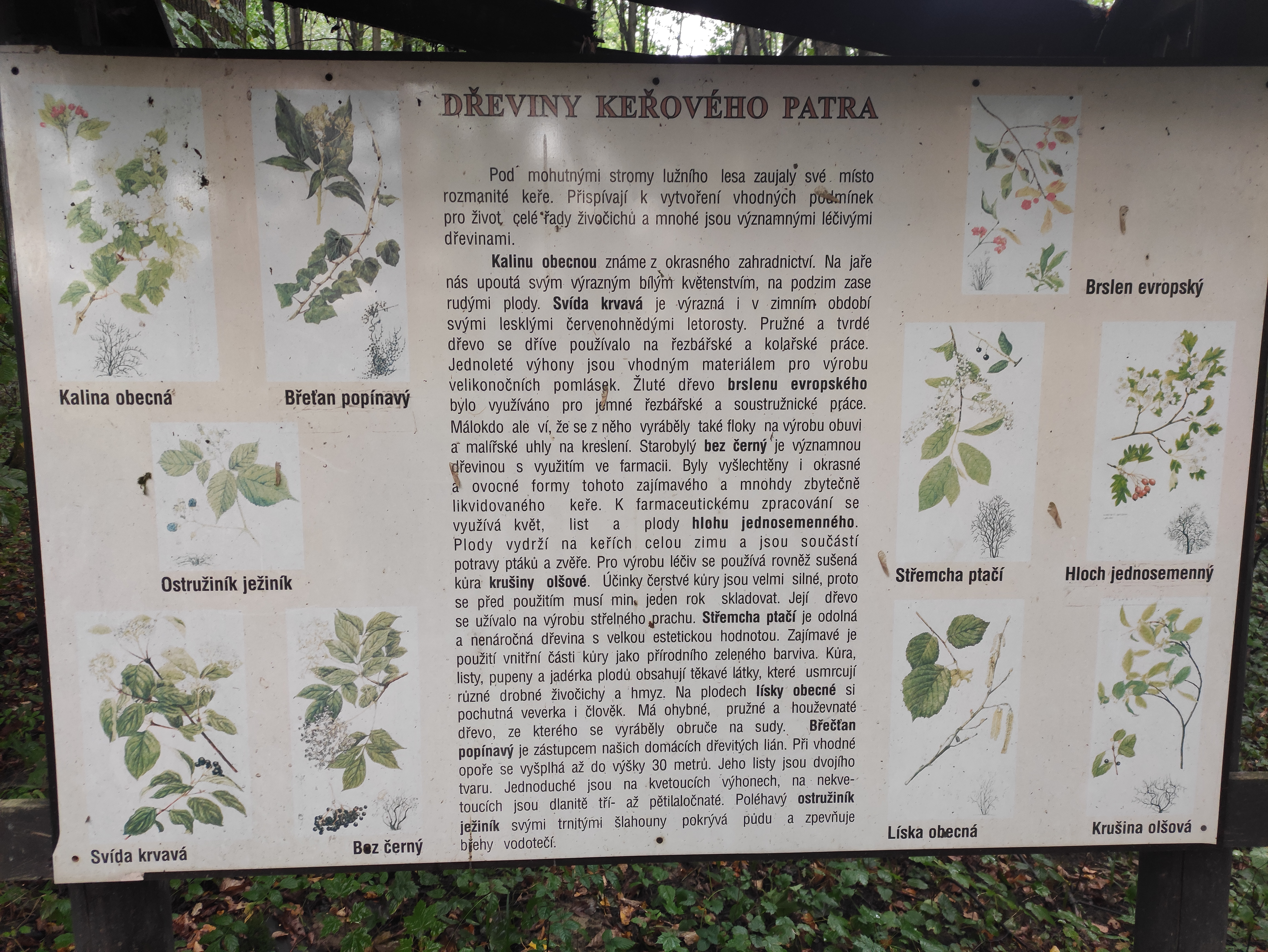
Informační panel
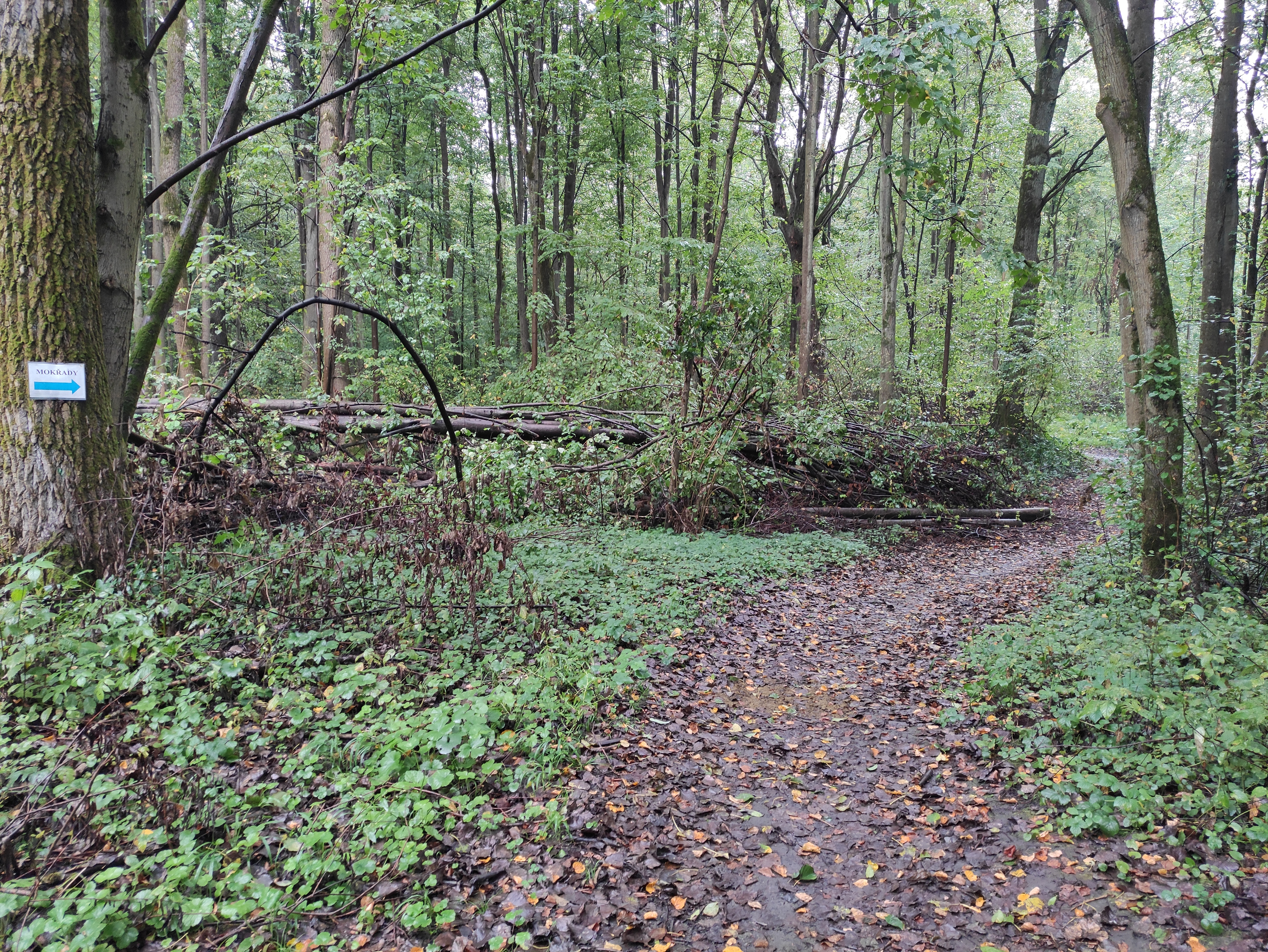
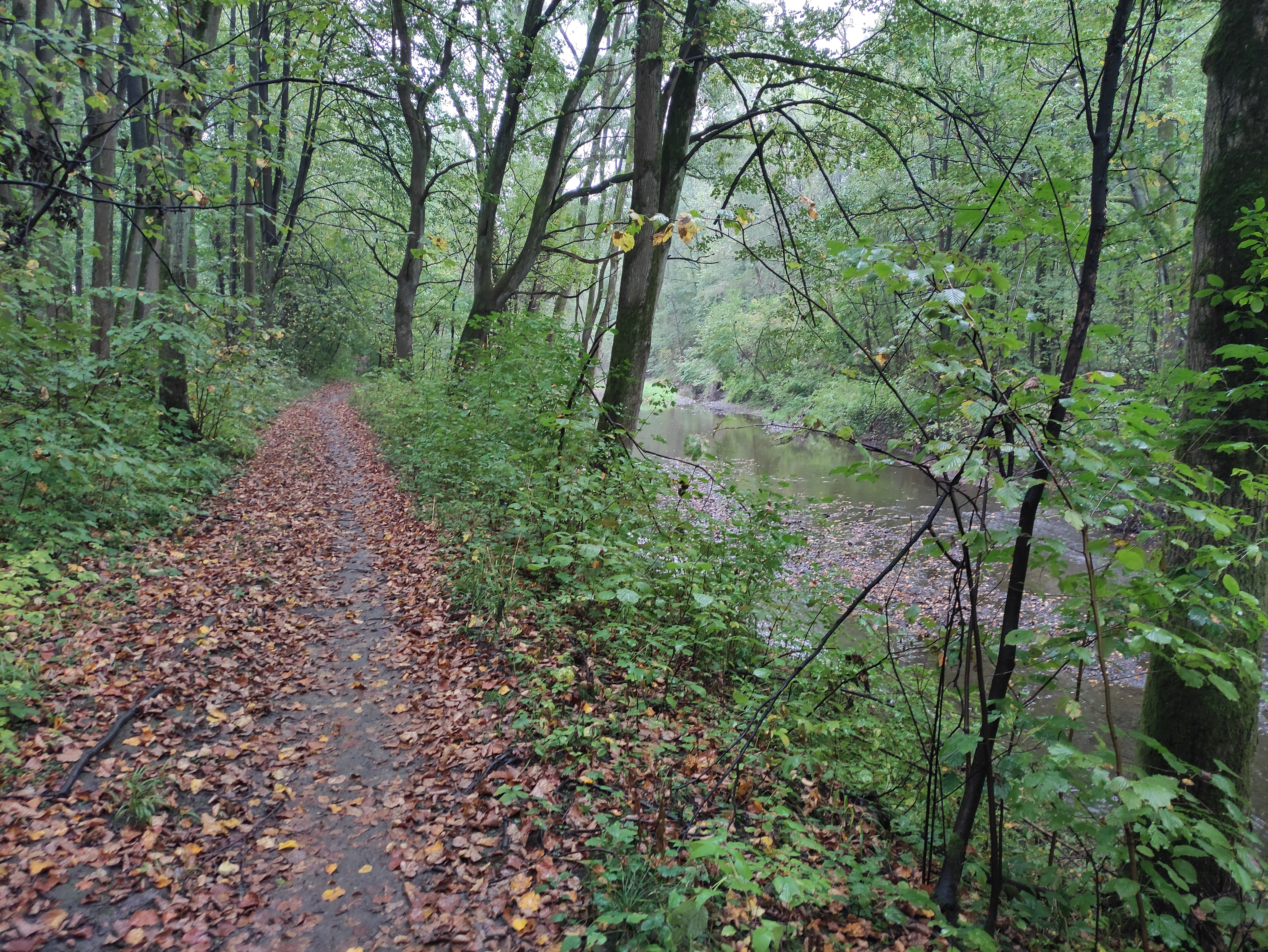
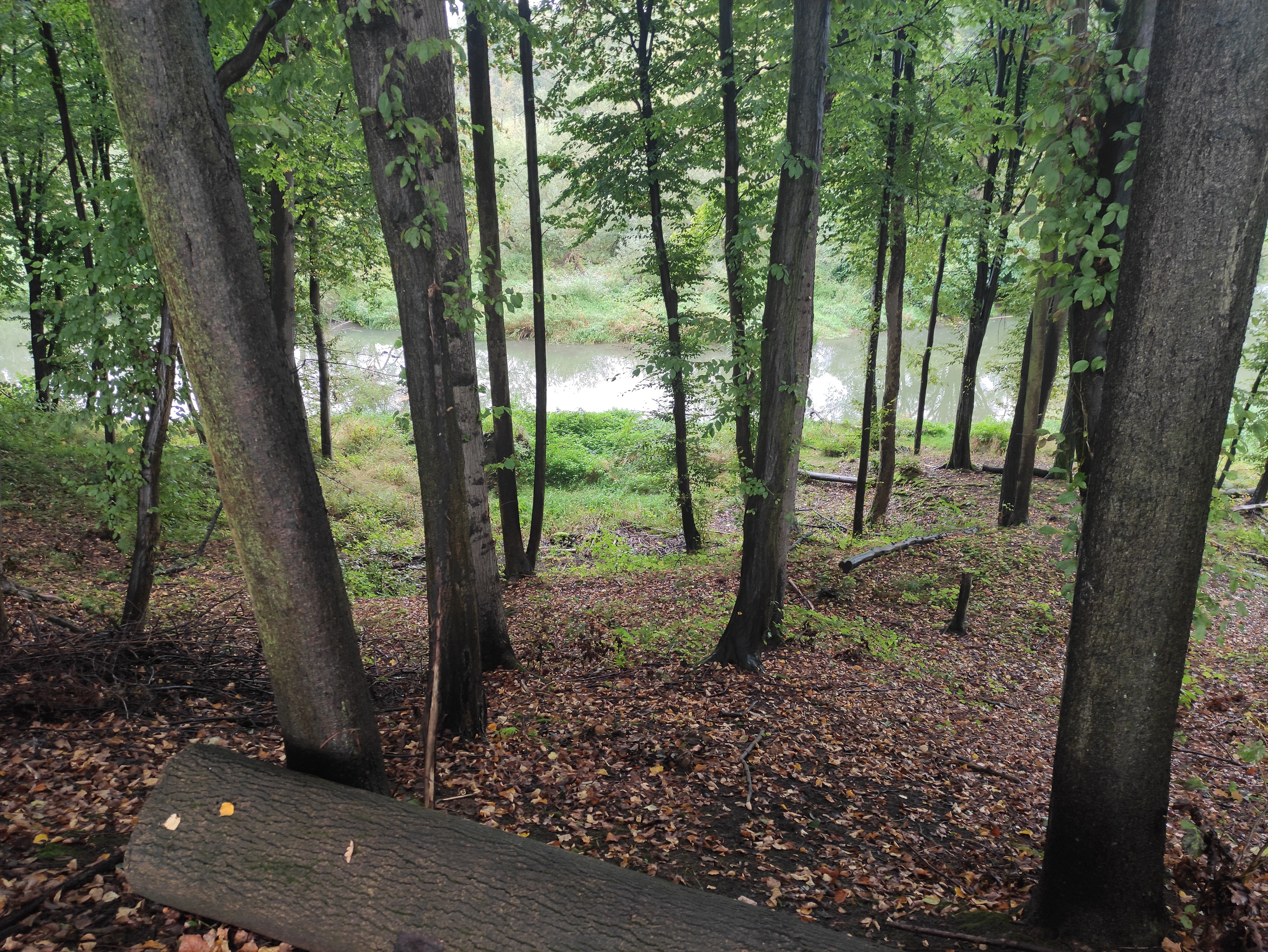
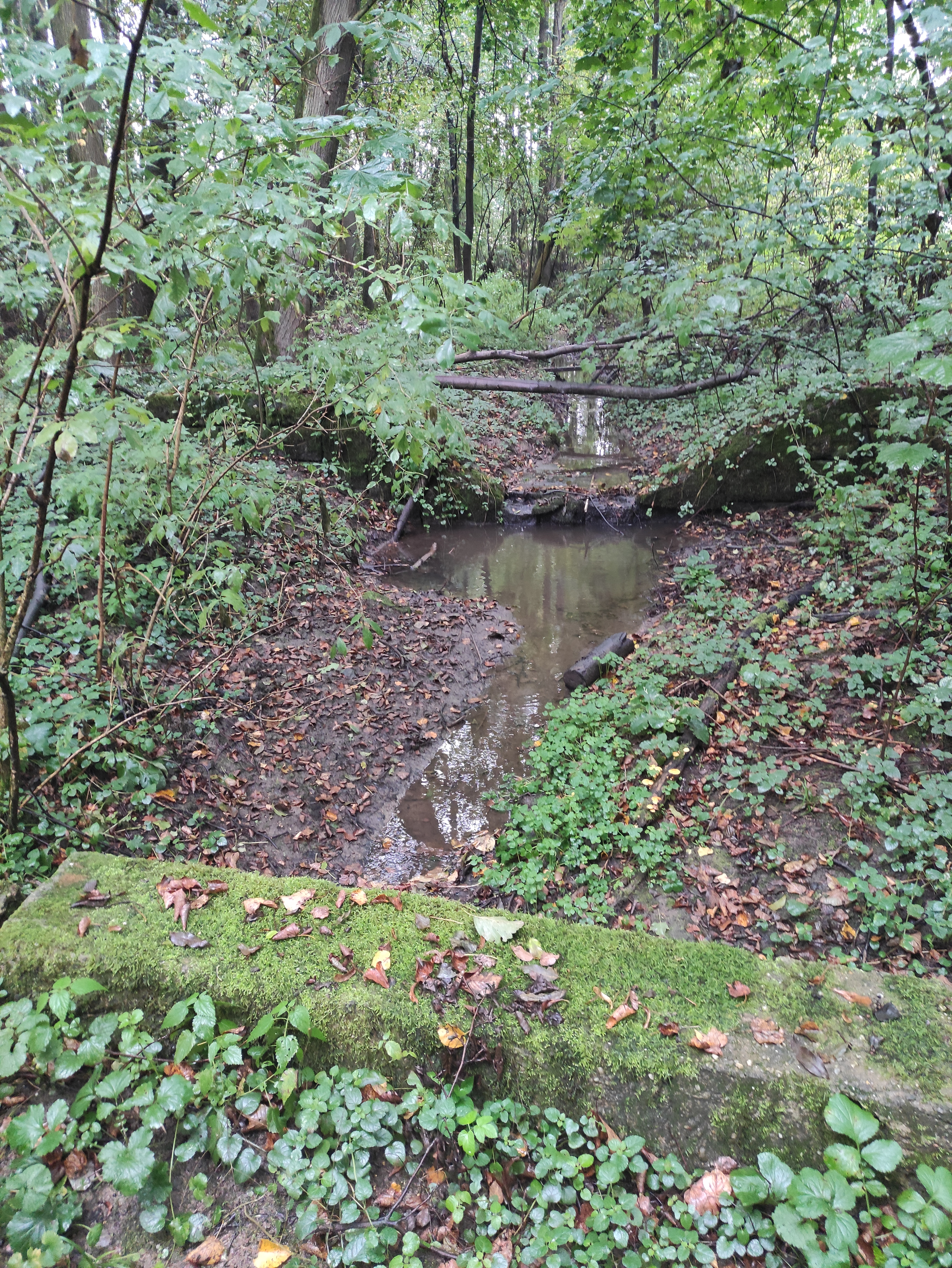
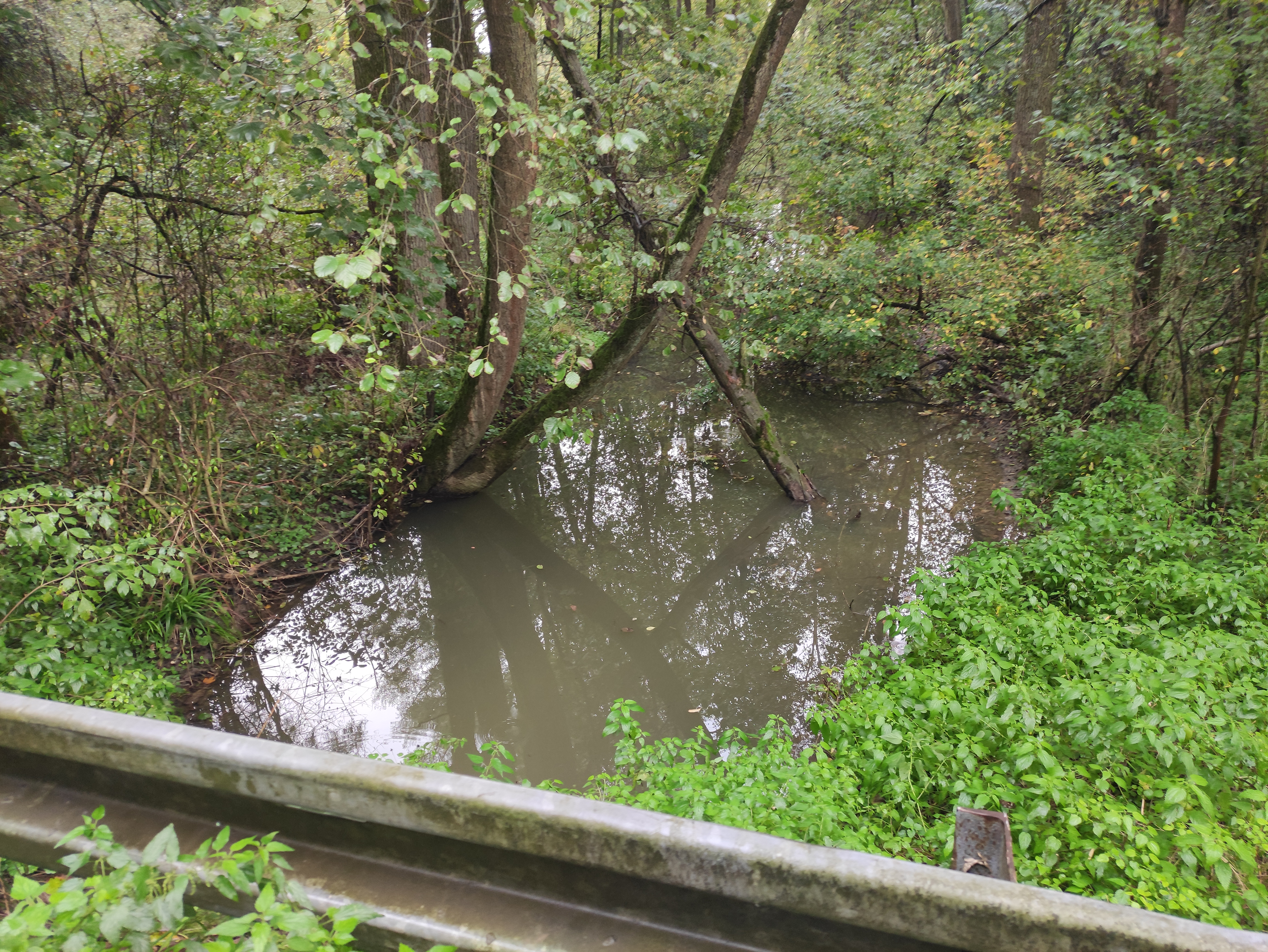
Lávka přes Stonávku
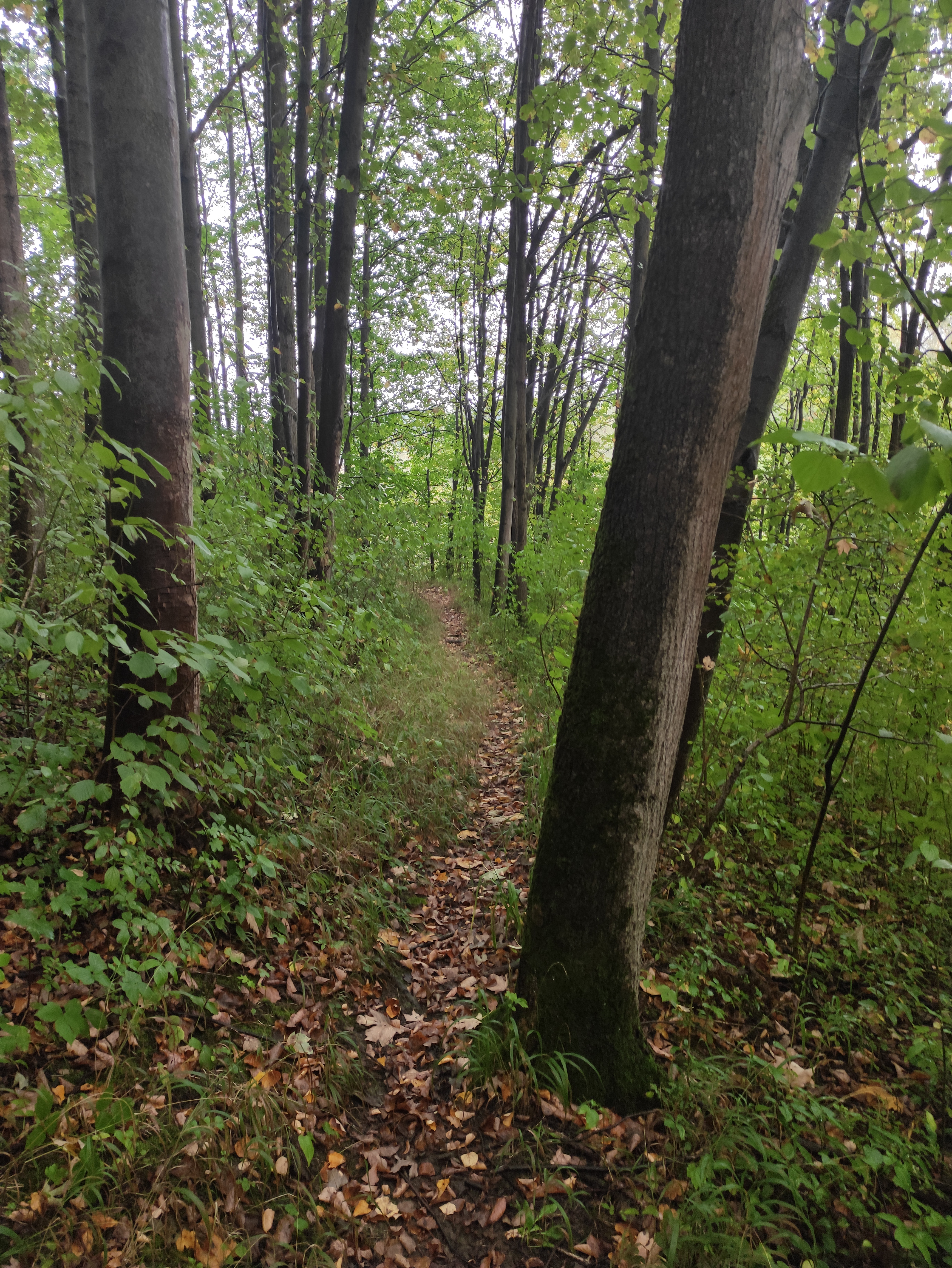